# Jandrè Mynhardt
Pour les articles homonymes, voir Mynhardt.
Pas d'image ? Cliquez ici

a Compétitions nationales et continentales officielles uniquement.

Dernière mise à jour le 8 août 2020.
Jandrè Mynhardt, né le 5 novembre 1981 à Middelburg, est un joueur de rugby à XV sud-africain. Il évolue au poste de deuxième ligne au sein de l'effectif du RC Bassin d'Arcachon depuis 2017.

## Carrière de joueur

### En club
- 2005 : Griffons (Currie Cup,  Afrique du Sud)
- 2007 : Leopards (Currie Cup,  Afrique du Sud)
- 2007 : Natal Sharks (Currie Cup,  Afrique du Sud)
- 2007-2009 : Stade montois (Pro D2)
- 2009-2012 : Racing club de Narbonne Méditerranée (Pro D2)
- 2012-2014 : Pays d'Aix (Pro D2)
- 2014-2015 : RC Aubenas (Fédérale 1)
- 2015-2017 : Saint-Médard RC (Fédérale 1)
- 2017-2018 : RC Bassin d'Arcachon (Fédérale 1)
- 2018-2019 : Saint-Médard RC (Fédérale 1)

## Palmarès
- Il a participé avec les Griffons à 6 matchs de Currie Cup en 2004-2005.